# Xia (Yuncheng)
Xia (夏县,  Xià Xiàn) ist ein chinesischer Kreis der bezirksfreien Stadt Yuncheng im Süden der Provinz Shanxi. Die Fläche beträgt 1.352 Quadratkilometer und die Einwohnerzahl 287.938 (Stand: Zensus 2020). 1999 zählte er 346.144 Einwohner.
Die Yuwangcheng-Stätte (Yuwangcheng yizhi 禹王城遗址), das Grab von Sima Guang (Sima Guang mu 司马光墓), die Xiyincun-Stätte (Neolithikum) (Xiyincun yizhi 西阴村遗址), die Dongxiafeng-Stätte (Dongxiafeng yizhi 东下冯遗址) (Fundort der Bronzezeit), die Cuijiahe-Gräber (Cuijiahe muqun 崔家河墓群) und der Tempel Dayang Taishan miao 大洋泰山庙 stehen auf der Liste der Denkmäler der Volksrepublik China.

## Administrative Gliederung
Auf Gemeindeebene setzt sich der Kreis aus sechs Großgemeinden und fünf Gemeinden zusammen. Diese sind:
- Großgemeinde Yaofeng 瑶峰镇
- Großgemeinde Miaoqian 庙前镇
- Großgemeinde Feijie 裴介镇
- Großgemeinde Shuitou 水头镇
- Großgemeinde Nianzhang 埝掌镇
- Großgemeinde Sijiao 泗交镇

- Gemeinde Weiguo 尉郭乡
- Gemeinde Yuwang 禹王乡
- Gemeinde Huzhang 胡张乡
- Gemeinde Nandali 南大里乡
- Gemeinde Qijiahe 祁家河乡